# 王紹宗
王绍宗（?—?），字承烈，唐朝扬州江都县（今江苏省扬州市）人，原籍琅邪（今山东省临沂市）。
南梁左民尚书王铨曾孙。王绍宗年轻时勤学，遍览经史，工草书隶书。家贫，常抄写佛经挣钱，每月干到收入足够开支的钱就不干了，虽有人高价雇佣，依然被拒绝。寓居寺中，清净自守三十年。徐敬业在扬州反武作乱，听说他高行，遣使征召，王绍宗称病固辞。徐敬业令唐之奇亲去他住的地方逼迫，还是不去。徐敬业大怒，将要杀他。唐之奇说王绍宗有人望，杀他恐伤士众之心。于是获免。平乱後，行军大总管李孝逸奏报他的情况，武则天派驿车召赴东都，引入宫中，亲加慰抚，擢升为太子文学，官至秘书少监，侍皇太子读书。王绍宗性情淡雅，以儒者品行见称，当时朝廷之士，都非常敬慕他。张易之兄弟，也加以厚礼。张易之伏诛，王绍宗因为与他交往被罢官，在乡里去世。
王绍宗善绘画，画风与殷仲容相似。他和人写信说：“鄙陋之人书法没有好的，他们只是靠水墨积习经验。写好字要精心率意、虚神静思。吴中陆大夫常以我比虞君（虞世南），因为我们不临写碑帖。听说虞君在被中用手指画肚子揣摩书法，与我正好相个同。”王绍宗兄长王玄宗，隐居嵩山，号太和先生，传黄老之术。